# Bagauna
Bagauna ou Bagavã (em armênio: Բագարան; romaniz.: Bagavan; lit. "o lugar do deus") era uma antiga localidade na parte central da Armênia, no principado de Bagrauandena. O sítio está localizado na vila de Tastequer, a oeste da moderna Diadine, Turquia. Situado em um tributário do Eufrates, no sopé do monte Nifates (em armênio, Nepate; em turco, Tapa-seide), ao norte do lago de Vã, Bagauna abrigava um dos principais templos da Armênia pré-cristã. Após a cristianização da Armênia, se tornou o local de uma grande igreja e mosteiro. Saqueado em 1877 pelos curdos, foi completamente destruído em 1915, durante o genocídio armênio.

## Nome
O nome Bagauna traduz-se literalmente como "cidade dos deuses". A etimologia foi dada por Agatângelo, que explicou a palavra como sendo parta, o equivalente ao armênio dicʿ-awan. Moisés de Corene considerou-a como bagnacʿn awan ("cidade dos altares"). O nome, escrito como *Bagauana, é registrado em grego por Ptolomeu como Sacauana. Bagauna provavelmente estava conectado com uma das palavras do persa antigo para santuário, como *bagina- ou *bagastāna-.

## História

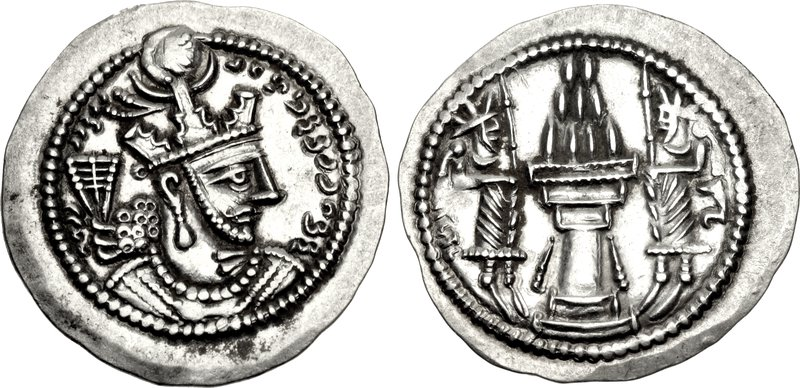
Dracma de r.

Bagauna era o local de um dos santuários mais importantes da Armênia pré-cristã, e uma chama eterna era mantida acesa lá. A família real da Armênia celebrava o festival de Ano Novo em Bagauna, no primeiro dia do primeiro mês (Navassarde) do calendário armênio. Bagauna também era um centro de adoração de Aramasde, a versão armênia de Aúra-Masda. Moisés de Corene atribuiu a fundação do altar em Bagauna ao "último Tigranes" e o estabelecimento do festival de Ano Novo ao rei Valarsaces; no entanto, o estudioso moderno Robert H. Hewsen observa que essas teorias foram provavelmente invenções do próprio Moisés.
De acordo com Agatângelo, Tiridates III (r. 298–330) e sua corte foram batizados por Gregório, o Iluminador em Bagauna, no Eufrates. Gregório supostamente fundou o mosteiro de São João Batista ali. O nome turco da cidade, Uche Quilisse (Üç Kilise; "as três igrejas"), deriva deste mosteiro. O xainxá sassânida Isdigerdes II (r. 438–457) acampou em Bagauna em 439 durante sua campanha punitiva na Armênia sassânida. A igreja de São João Batista de Bagauna foi concluída em 631–639 na margem esquerda do Eufrates. Hewsen observa que era originalmente cercada por um "alto muro ladeado por torres que protegiam os edifícios monásticos internos". Em 1877, foi saqueada pelos curdos antes de ser completamente demolido em 1915, durante o genocídio armênio.